# 勝利山脈
勝利山脈（英語：Victory Mountains）是南極洲的山脈，位於維多利亞地，長160公里、寬80公里，以馬里納冰川和馬里納冰川為界，湯姆森峰把該山脈與康科德山脈分隔。
72°40′S 168°00′E / 72.667°S 168.000°E